# 慰安婦問題日韓合意

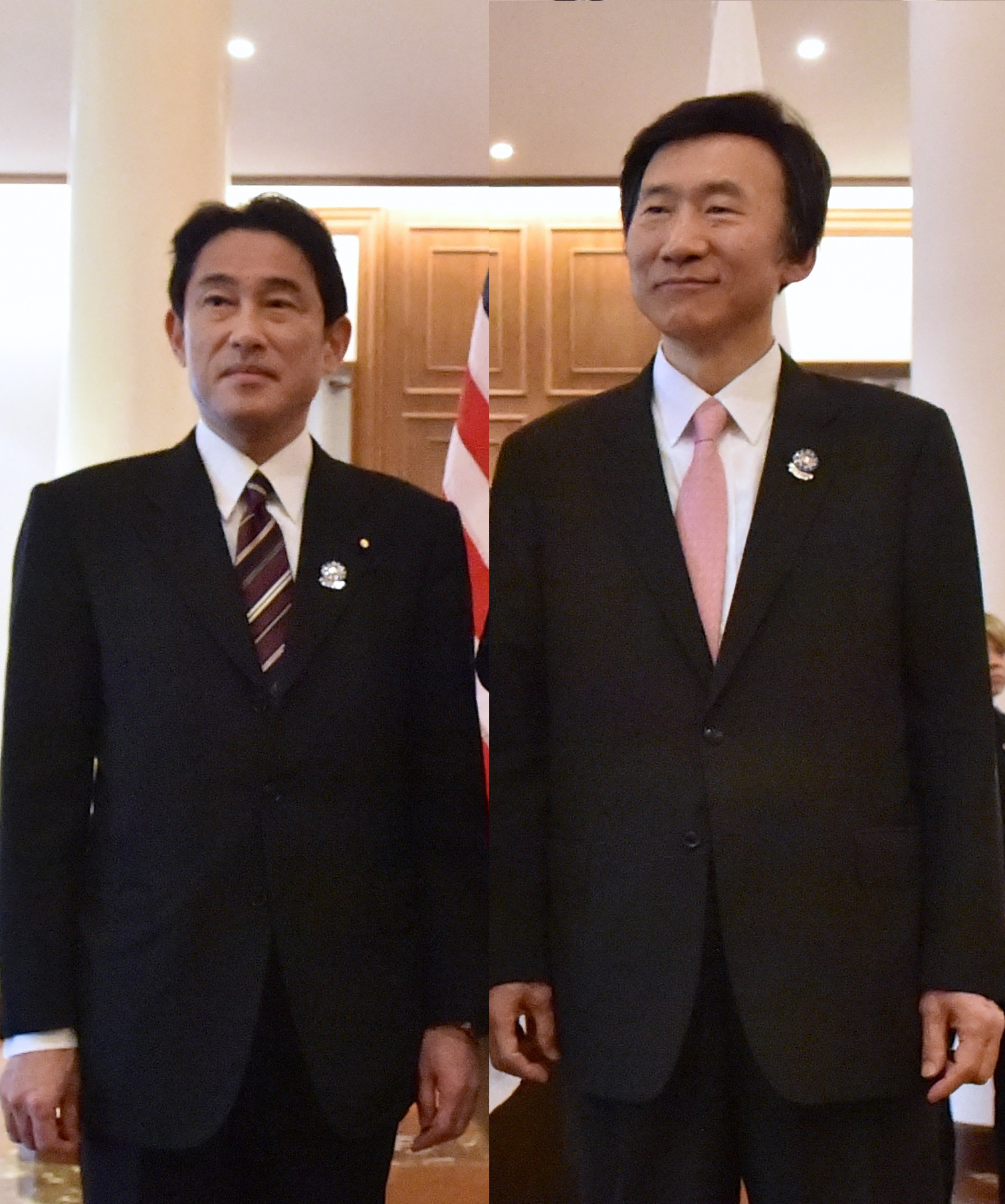
2014年8月の日米韓外相会合における外務大臣の岸田文雄（左）と外交部長官の尹炳世（右）

慰安婦問題日韓合意（いあんふもんだいにっかんごうい、朝鮮語: 2015년 한·일 일본군 위안부 협상 타결 / 2015年韓・日日本軍慰安婦協商妥結）は、2015年（平成27年）12月28日の日韓外相会談でなされた日韓間の慰安婦問題の最終的かつ不可逆的な解決を確認した日本政府と大韓民国政府の合意である。日本側の公式名称は日韓合意。

## 合意の共同記者発表
2015年（平成27年）12月28日に大韓民国（通称：韓国）ソウルの外交部で行われた日本の外務大臣の岸田文雄と韓国の外交部長官の尹炳世による外相会談後の共同記者発表で、両外相は「日韓間の慰安婦問題が最終的かつ不可逆的に解決されることを確認する」と表明。韓国政府が元慰安婦支援のため設立する財団に日本政府が10億円を拠出し、両国が協力していくことを確認した。外相会談では、日韓両政府が今後国際連合など国際社会の場で慰安婦問題を巡って双方が非難し合うのを控えることも申し合わせるとともに共同記者発表で両外相がその旨を表明した。岸田は共同記者発表において「当時の軍の関与のもとに多数の女性の名誉と尊厳を深く傷つけた問題であり、日本政府は責任を痛感している」とし、「安倍晋三首相は日本国の首相として、改めて慰安婦としてあまたの苦痛を経験され心身にわたり癒やしがたい傷を負われた全ての方々に心からおわびと反省の気持ちを表明する」と述べた。一方、尹は「両国が受け入れうる合意に達することができた。これまで至難だった交渉にピリオドを打ち、この場で交渉の妥結宣言ができることを大変うれしく思う」と語った。
また、尹は共同記者発表の中でソウルの在韓日本国大使館前に設置されている慰安婦を象徴する少女像（以下、『慰安婦像』との呼称を使用する）について「日本政府が大使館の安寧・威厳の維持の観点から懸念していることを認知し、韓国政府としても可能な対応方向について関連団体との協議を行うことなどを通じて適切に解決されるよう努力する」と表明し、岸田もソウル日本大使館前の慰安婦像の扱いについて記者団に「適切に移転がなされるものだと認識している」として慰安婦問題に「終止符を打った」と語った。日韓両国はこの合意の際に公式な文書を交わさず、両国外相が共同記者会見を開いて合意内容を発表するという形式がとられた。
同日夜、日本の安倍と韓国大統領の朴槿恵は約15分間の首脳電話会談を行い、両首脳は慰安婦問題をめぐる対応に関し11月の日中韓サミットの機会に行われた日韓首脳会談から協議を加速させ合意に至ったことを確認し評価した。安倍は「日本国の内閣総理大臣として改めて、慰安婦として数多の苦痛を経験され、心身にわたり癒やしがたい傷を負われた全ての方々に対し、心からおわびと反省の気持ちを表明」し、「慰安婦問題を含めた日韓間の財産・請求権の問題は1965年の日韓請求権・経済協力協定で最終的かつ完全に解決済みとの我が国の立場に変わりはないが、今回の合意により慰安婦問題が『最終的かつ不可逆的に』解決されることを歓迎」した。朴大統領は今次外相会談によって慰安婦問題に関し最終合意がなされたことを評価するとしたうえで新しい韓日関係を築くために互いに努力していきたいと述べた。

## 合意内容について
日韓両政府による慰安婦問題の解決を目的とした協議は2014年4月に開始され、2015年1月の第6次局長級協議において韓国側は日本側に「不可逆的な謝罪」を求めた。一方の日本側は協議の初期段階では「最終的な解決」のみを求めていたが、韓国側が「不可逆的な謝罪」を要求した直後の2015年2月に行われた第1次ハイレベル協議から「最終的」のみならず「不可逆的」な解決を求めるに至り、2015年4月の暫定合意では日本側の要求が反映され「最終的かつ不可逆的な解決」との文言が内容として盛り込まれた。韓国外交部はこの暫定合意を受けて「不可逆的な解決」との文言は韓国国内からの強い反発を招くと危惧し、青瓦台（大韓民国大統領府）に対し合意内容から「不可逆的」の表現を削除するべきであると上申した。しかし、朴槿恵政権は「不可逆的という文言の効果は日本側にも等しく及ぶものである」として上申を退け、正式の合意内容にも「不可逆的」という文言が盛り込まれた。これについて「韓日日本軍慰安婦被害者問題の合意検討タスクフォース」は、「韓国側が日本側に『不可逆的』な謝罪を要求したのは日本の内閣総理大臣による公式な謝罪を実現させたいという意図からであったが、韓国側は自らの意図を確実に合意内容へ反映させるべく積極的に努力することを怠った」としている。
また同タスクフォースは、文言のうち「不可逆」は韓国側が日本に対して「謝罪の不可逆性」を求めて提示したものだが、交渉の中で日本側に「解決の不可逆性」に脈絡を変更されたとしている。また、「最終的」との文言は日本が要請をしたものであり、日本側が非公開のやり取りで、「今回の発表により、慰安婦問題は最終的かつ不可逆的に解決されるので、挺対協などの各種団体などが不満を表明した場合であっても、韓国政府はそれに同調せず、説得していただきたい」と、挺対協などの団体の不満を韓国政府が説得するよう求めたとしている。
日本政府が拠出する10億円について尹は2017年1月13日の韓国国会外交統一委員会にて、「（日本）政府の出資金が必要ということは、当然のことながら、我々の立場」とした上で、「（日本政府が）政府の責任を認め、謝罪と反省を行い、政府出資金が出てくれば、この三つが合わさることで我々の求める形に近づくことから、我々は（日本政府に）要求した」「金銭を取り戻すことが重要ではなく、その性質が重要」と答弁した。
| 日本の岸田文雄外相と韓国の尹炳世長官による共同記者発表（於ソウル、2015年12月28日） |

## 履行状況等

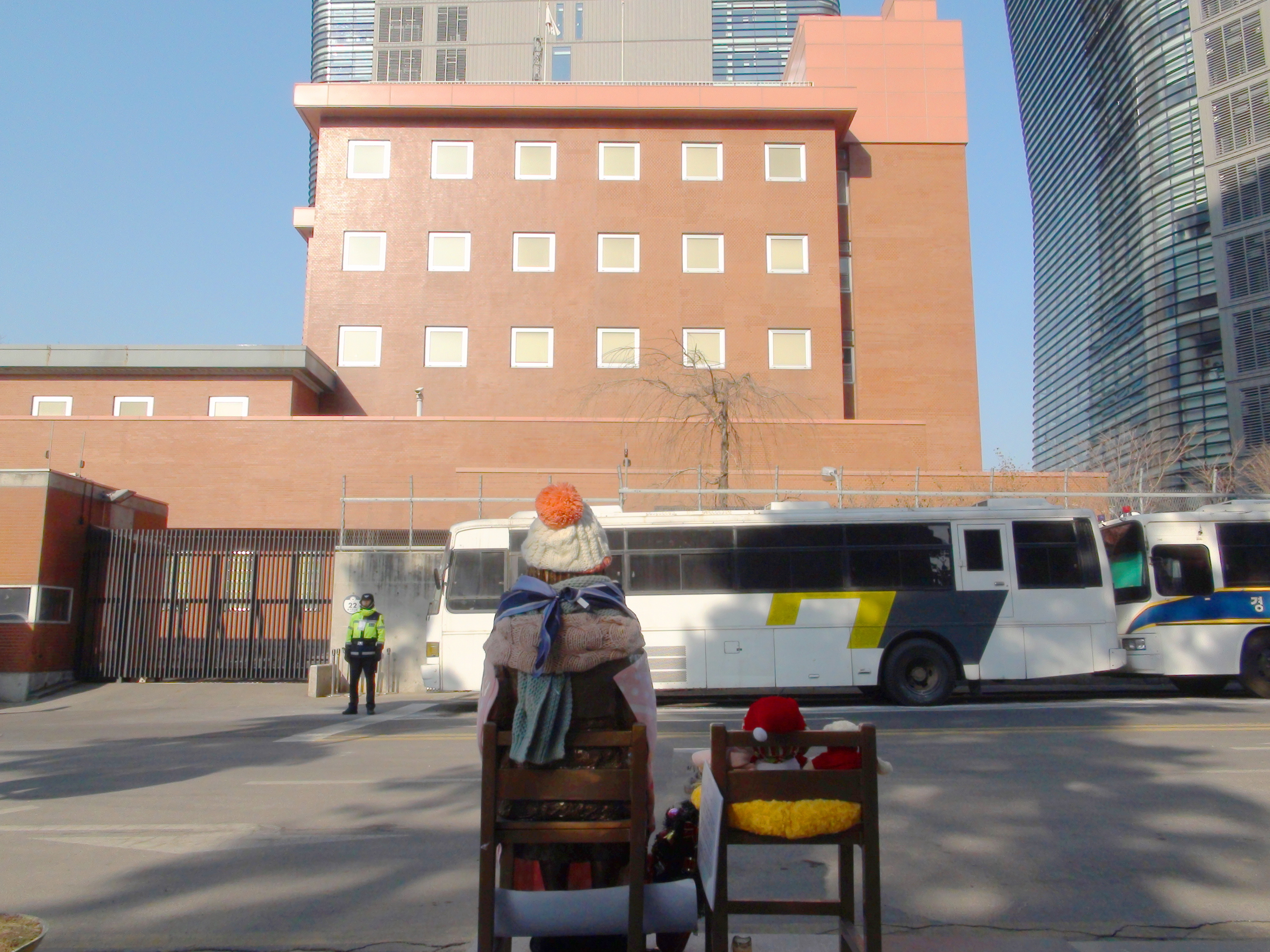
在韓日本国大使館前に設置された慰安婦像

### 日本
日本政府は韓国政府が設立する元慰安婦を支援するための財団（「和解・癒やし財団」）に10億円拠出することを約束し、2016年8月31日に履行した。「和解・癒やし財団」は日本からの拠出金をもとに、元慰安婦には1人あたり約1億ウォン（約1千万円）、遺族には同約2千万ウォンの現金支給を行った。2016年10月時点で、存命中の慰安婦46人中36人が支給済または支給の手続き中で、既に死去した慰安婦に対しては、35人の遺族が引き取りを表明した。
2022年10月に最後の慰労金申請者だった遺族に2千万ウォンを支給し、希望者全員への現金支給が完了した。

### 韓国
韓国政府は日韓合意は法的拘束力のない政治的合意であることを表明しており、ソウル日本国大使館前の慰安婦像の移設は行われていない。2017年9月にソウル日本国大使館前の慰安婦像はソウル市から特別公共物に指定され、移設を阻んでいる。2016年12月には釜山の日本総領事館前にも慰安婦像が設置され、2018年11月には韓国国内でも慰安婦像は20体から56体に増加した。2018年2月には、海外での設置も合意前の9箇所から15箇所に増加した。11月には、慰安婦問題日韓合意の再交渉を75%が求める韓国の世論を背景に和解・癒し財団の解散を日本との協議なしに表明。慰安婦問題日韓合意の履行を求める日本は財団の解散に反対したが、2019年7月3日に解散は完了した。しかし、2023年現在、法的に解散が完了したが、財団の残金56億ウォンの処理問題で、清算手続きはまだ完了していない。

## 合意直後の反応

### 日本側の反応
日本は与野党ともに歓迎の意向を表明している。元首相の村山富市も「よく決断した」と評価した。世論調査でも日韓合意は肯定的に受け止められた。ただし、日本共産党は「合意はあくまで問題解決の出発点」「すべての慰安婦被害者が人間としての尊厳を回復してこそ真の解決となる」「そのために日本政府は韓国政府と協力して誠実に力をつくさなければならない」としており、第190回国会（2016年1月4日 – 2016年6月1日）では、福島瑞穂、糸数慶子と日本共産党によって「被害者への公式謝罪、賠償、次世代教育など「慰安婦」問題の解決を行うこと。」の請願が行われた。

#### 肯定的評価
- 櫻井よしこは日韓合意は両国関係を改善し、緊迫感が増す世界情勢の中で日米韓の協力を容易にしたとして、安全保障の観点から日本の短期的外交勝利を評価した。一方で、国際社会では「保守派の安倍晋三首相さえも強制連行や性奴隷を認めた」と逆に解釈され、歴史問題に関する国際社会の日本批判の厳しさは変わっていないと指摘した。だからこそ、安倍は以前よりずっと賢い永続的な情報発信をする重い責務を負っているのだと述べた[33]。
- 井上寿一は「安倍首相は「慰安婦問題」を安全保障の観点から考えている」とし、「日韓合意の成否は双方が新しい安全保障関係を構築できるか否かにかかっている」との見解を示した。対立が続く両国の外交関係を修復するのは容易ではないとはいえ、アメリカを介して日韓が安保協力を進める余地が生まれたと評している[34]。
- 和田春樹によれば日本軍慰安婦問題解決全国行動は、12月29日に「日本政府は、ようやく国家の責任を認めた。安倍政権がこれを認めたことは、四半世紀もの間、屈することなくたたかってきた日本軍慰安婦被害者と市民運動が勝ち取った成果である」と声明で評価し、一方で「総理大臣のお詫びと反省は、外相が代読、あるいは大統領に電話でお詫びするといった形ではなく、被害者が謝罪と受け止めることができる形で、改めて首相自身が公式に表明すること」とも批評した[35]。
- 日本の曹洞宗による「東国寺を支援する会」（慰安婦像設置を推進する日本唯一の団体）は、慰安婦問題に否定的だった安倍の急激な方針転換は、平和や人権を尊重する市民の声に屈したとして歓迎を表明した[36]。
- 在日本大韓民国民団は、日韓合意を支持すると表明し[37]、2017年1月17日には、駐日大使の李俊揆にたいして合意が両国間で誠実に履行されていくことを文書で求めた[38]。在日本大韓民国民団の呉公太（オ・ゴンテ）団長は同月12日に、「釜山少女像はなくすべきだというのが在日同胞たちの共通した思い」と発言していたが、これに対して東京外国語大学の金富子教授は「民団団長の発言は在日同胞全体を代弁するものではない」と述べている[39]。

#### 否定的評価
- 日本キリスト教協議会は、慰安婦問題日韓合意に対して、白紙撤回および「① 明確で公式的な方法での謝罪、② 謝罪の証としての賠償、③ 日本政府保有資料の全面公開と更なる真相究明、④ 歴史教科書への記述と追悼事業」を、韓国だけではなく北朝鮮を含んだ全世界に向けて行うことを求める宣言を発表した[40]。
- 青山繁晴は、自身が日韓合意の直前に安倍に反対の意向を伝えたことを明かし、「安倍総理は、日本だけではなくアジアの史観を公正にするためにも再登板した。『軍の関与の下』という表現で自ら、嘘を致命的に固定する役割を果たしては、天命に反する。安倍総理の本願は『日米対等』だ。日韓合意は、オバマ大統領から要請されたから、対等への一手段として総理が決意した。総理はこれを機に『嘘は嘘である』と世界へ立証することも決断すべきだ」と主張した[41]。
- 水島総は、日韓合意を「河野談話と比較にならないほど国家的な重大過失だ」と批判し、「『慰安婦は性奴隷だった』といった韓国の主張を日本政府が公式に追認したと理解されても仕方ない。海外の報道機関でもそのように報道されている」と主張した[42]。
- 呉善花は、「（日韓合意）の賞味期限は半年間だ」、「日韓合意は口約束。（正式な外交文書である）1965年の日韓基本条約すら守らない韓国が、今回の合意を守るわけがない」と述べ、韓国側の出方を注視する必要があるとの考えを示した[43]。
- 西岡力は、日韓合意は安全保障の観点では評価できる部分があるにせよ、国際社会での相互批判を自制するとしたことにより、今後「断固たる反論」ができなくなるのではないかとの懸念を示した。さらに、国際社会では「日本政府が、第二次大戦中に20万人のアジア人女性を性奴隷として強制連行し、人権を蹂躙した事実を認め、韓国政府に10億円を支払うことに合意した」という虚偽が広がっているとして、日本国の名誉回復抜きの慰安婦合意は評価できないと主張した[44]。
- 吉見義明は、日韓両政府が被害者を抑圧して、解決したことにする強引なものであるとあるとした。さらに、「最終的かつ不可逆的に解決され」るということができるのは政府ではなく、被害者だけであるはずだと主張し[45]、和田春樹から合意を受け入れた慰安婦被害者に対する非難になるとして批判を受けた[35]。

#### その他
- 山口二郎は「日本の右派が韓国女性を誹謗中傷することも、不可逆解決に反する」「安倍政権が自民党右派及びその背後の右翼の無知、偏見を的確に批判し、日本政府の公式見解に反することを厳しく処断することができるかどうかが問われる」などの見方を示した。産経新聞は山口の発言を「民間の言論をも『処断』するよう政府に求め、言論の自由への抑圧を主張したとも受け止められかねない発言だ」と非難した[46]。
- アジア女性基金のフォローアップ事業で外務省から年間1000万円の資金提供を受けていた慰安婦を支援するNGO団体は「和解・癒やし財団」の設立に伴ってフォローアップ事業による資金提供の停止されることに対して、資金の提供を継続することを求めている[47]。

### 韓国側の反応
朴槿恵大統領は、合意が行われた12月28日に国民向け談話を発表し、「韓日関係改善と大局的見地から、今回の合意について（元慰安婦の）被害者と国民の皆さんが理解してくださるよう願う」と呼びかけたが、韓国の与党セヌリ党は「日本政府の責任を明示したという点で相当に進展した」として歓迎する一方で、韓国の最大野党である「共に民主党」は「決して受け入れられない」と失望を表明した。在日本大韓民国民団は韓国の主要三紙に意見広告を掲載し、合意が「満足できる水準でないとしても、…結果を導き出した。」と支持することを表明、韓国国民にも「大局的見地から合意案を受け入れるよう」訴えた。一方で韓国挺身隊問題対策協議会は「被害者と国民の望みを徹底的に裏切った外交的談合」と非難している。しかし、韓国外務省は、2022年5月26日に、事前に４回にわたって支援団体代表と協議し、合意内容も伝えていたことを記した面談記録文書を明らかにした。
また、この合意の後、「日帝強占下サハリン強制動員抑留被害者韓国残留遺族会」や韓国人原爆被爆者などの「慰安婦」被害以外の戦後補償を求める団体・個人も、韓国政府が日本政府と交渉するよう求めている。なお韓国政府は、サハリン残留問題、原爆被爆者問題についても日韓請求権問題では解決していないとの立場である。
韓国世論調査リアルメーターでは、野党「共に民主党」支持層を中心に慰安婦像の移転について否定的な意見が多数を占め、66%が反対している。
合意について、釜山大学准教授のロバート・Ｅ・ケリーは、「民主的な選挙で選ばれた大統領が結んだ」ため、「もし合意をほごにすれば、国際的な合意を守れない国という不信感を持たれることは避け難い」としている。

### 元慰安婦の反応
元慰安婦の一人（ソウル在住）は、毎日新聞のインタビューに応え、「（合意は）とても良かったと考えている。子孫にまで持ち越さず、私たちの代で解決してくれた」と賛同を表明し、合意を着実に履行するよう求めた。慰安婦像についても、別の場所に移しても良いと回答した。
2017年12月24日時点で生存している元慰安婦32人中24人の75%が既に慰安婦合意に賛成して、日本が拠出した見舞金1億ウォンを受け取っている。合意当時は46人中36人の約78%が合意に賛成して見舞金1億ウォンを受けとっていた。
合意当時に反対する慰安婦団体である韓国挺身隊問題対策協議会・ナヌムの家に属する慰安婦たちも「和解・癒やし財団」事業に自発的に参加することを韓国政府に明らかにしてたが、韓国挺身隊問題対策協議会のユン・ミヒャン代表は「政府が意思表明が困難なハルモニを利用している」と批判し、合意に反対をしている。また、日韓合意に基づく現金受け取りを拒否するよう元慰安婦に働きかけたとする証言もある。
合意破棄遠求める世論を受けていた文在寅政権も合意に賛意が多数派を占める元慰安婦から直接同意を得る方法で、合意破棄しないことで日韓の外交葛藤を解決しようとしていると報道された。
朝日新聞は求めている遺族が2018年11月に文在寅政府による和解・癒やし財団の解散のために、解散前後に財団に申請していた元慰安婦2人と遺族13人に支援金が払われていないことを報じている。遺族女性は2016年に設立された財団に合意を批判的に報じていた韓国メディアを信じていために、2018年10月まで支援金を申請しなかった。朝日新聞のインタビューで女性は「慰安婦だった母が受け取ることができたお金。遺族として一日でも早く受け取りたい」と不満を語っている。

### 国際社会の反応
国連の潘基文事務総長は2016年1月、朴槿恵大統領との電話会談で、日韓合意について祝福し、「朴大統領がビジョンを持ち、正しい勇断を下したことを歴史は正しく評価する」とした。潘の後任の事務総長アントニオ・グテーレスは、2017年5月27日に安倍と会談し、日本政府はグテーレスが日韓合意を支持する考えを示したと発表したが、翌28日に国連事務総長報道官は、慰安婦問題をめぐる日韓合意の内容に「言及しなかった」と述べ、双方の主張に食い違いが生じた。報道官は同声明で、グテーレスは日韓両国間の合意に基づき慰安婦問題を解決すべきだという点には同意したが、特定の合意内容には触れず、具体的解決策は両国間で決めるべきという「原則」について語ったと指摘した。
アメリカ合衆国で唯一、公共の場に慰安婦像を設置しているカリフォルニア州グレンデール市のナジャリアン市長は2016年4月、「外交上の成功を歓迎する」「両国の行動で解決することを喜んでいる」とし、「オバマ大統領も先週、両国の首脳と会い、改めて（合意を）支持した。グレンデール市も支持する」との声明を表明した。アメリカ政府に加えて、ドイツ、オーストラリア、イギリス、カナダ、シンガポール、国際連合(UN)、欧州連合（EU）など主要先進国や国際機関などは日韓合意の支持を表明した。
国連の女性差別撤廃委員会は、2016年3月に公表された対日審査会合に関する最終見解で、日本政府の取組みはなお不十分と指摘し、日韓合意を実行に移す際には元慰安婦の意見に十分配慮するよう日本政府に勧告した。前回2009年の会合で日本政府に勧告していた元慰安婦らへの賠償や加害者の訴追などを含む慰安婦問題の「持続的な解決」を探る努力を依然実行していないとして「遺憾の意」を示し、日韓合意について「元慰安婦らを中心としたアプローチを完全には取っていない」と指摘、元慰安婦らの「真実、正義、償いを求める権利」を保証し彼女らの立場に寄り添った解決を目指すよう求めた。
国連の自由権規約委員会は、2016年3月に開かれた日本などの人権状況に関する会合で、日韓合意について元慰安婦らへの謝罪表明や責任の認識を「大きな進展だ」として前進がみられたと評価する一方、人権侵害行為調査や加害者の刑事責任追及などは「努力がみられない」と指摘した。国連では日韓合意をめぐり、ゼイド・ラアド・ゼイド・アル・フセイン人権高等弁務官が「元慰安婦被害者自身から疑問の声が出ていることは非常に重大だ」と述べるなど、批判的な論調が相次いでいた。
2017年5月12日、国連拷問禁止委員会は韓国に対する最終見解において、日韓合意について「両国による合意を歓迎するが、被害者に対する補償や名誉回復、真相解明、再発防止の約束などについては十分なものとは言えない」と指摘した。その上で、被害者への補償と名誉回復が行われるよう両国は合意を見直すべきだとし、事実上、合意を巡る再交渉を促した。
2018年8月30日、人種差別撤廃委員会（人種差別撤廃条約の加盟国から選ばれた18人の専門家でつくる委員会）の対日審査において、前回の開催（2014年）から追記された慰安婦問題についての議論が行われ、韓国の鄭鎮星（韓国挺身隊問題対策協議会共同代表）委員が議論を主導した。日本はアジア女性基金を通じて元慰安婦への償い金支給や福祉支援を行ってきたことを説明したが、鄭委員は「基金は徹底的な調査なしに設立された。償い金受け取りの拒否は難しかった」と否定し、慰安婦問題日韓合意についても、マクドゥーガル報告書の報告者ゲイ・マクドゥーガル委員は「政府間の合意で、個人の要求を消すことはできない」と発言した。30日の結審で慰安婦問題日韓合意については「複数の市民団体から「被害者中心の解決になっていない」という声が出ていることに対して「委員会として懸念している」とした上で、人権を侵害した責任を認め、被害者の立場に立って永続的な解決を図ることを日本政府に対して勧告した。日本政府は「日本政府の説明内容を十分踏まえておらず、極めて遺憾だ」「慰安婦問題は、そもそも人種差別撤廃条約の適用対象外だ。（同委員会の）審査で取り上げるのは適切ではない」と批判した。
この勧告は日本に対して行われたものだが、韓国の文在寅政権は「韓国政府は被害者を中心に据えて、被害者の名誉と尊厳を回復する。慰安婦問題を歴史の教訓として残すために継続して努力する」と声明を発表し、日本政府に「勧告に耳を傾けることを望む」と促した。

## 合意後の経緯

### 韓国による「誠実な履行」要求
2016年1月15日に日本政府が国連女性差別撤廃委員会に「どこにも軍と官憲による慰安婦強制連行は確認されなかった」とする答弁書を提出したことを受け、同月31日に韓国外交部は「日本は慰安婦合意の精神と趣旨を毀損する言動を慎み、被害者の方々の名誉を回復するという立場を行動で見せることを促す」とした。また同年2月2日には林聖男外務第1次官が在韓日本大使に抗議し、合意の「誠実な履行」を求めた。

### 韓国による追加支援の要請
2016年9月29日、韓国の外交部報道官は記者会見で、安倍が謝罪の手紙を慰安婦に送るという韓国の元慰安婦支援財団が求めている追加の措置に関連し、「韓国政府としても、日本側が慰安婦被害者の方々の心の傷を癒やす、そうした追加的な措置をとるよう期待している」と述べたが、9月30日の記者会見で岸田は「日韓合意の着実な実施が重要だと日韓で一致している。日韓合意は昨年12月に発表されたとおりで、それ以上でもそれ以下でもない。追加的な措置については一切合意されていない」と追加の措置をとることを否定した。
2016年10月3日、韓国国連大使の呉俊は「昨年（2015年）12月に合意したからといって、国連など国際舞台で議論が継続されることに直接影響を及ぼすものではない。国際問題、多国間の問題として、慰安婦問題、戦時中の女性への性暴力問題は終わっていない」と発言した。
2016年10月12日、韓国最大野党の共に民主党の姜昌一議員は韓国人元慰安婦が生活するナヌムの家を訪問し、「私たちはお金ではなく、(日本政府の)謝罪を受けたい」という韓国人元慰安婦に対し「いつか日本国王や首相が来てひざまずいて謝罪するでしょう」と述べた。
2016年10月13日、韓国の尹が1970年に西ドイツ首相のヴィリー・ブラントがワルシャワでナチス虐殺の犠牲者に謝罪したワルシャワでの跪きを取り上げ、韓国人の感性に訴える措置を追加で行うことを求めたが、日本側は拒否をした。
2016年12月30日、朝日新聞は社説で、日本政府が合意事項で約束した「元慰安婦支援のため設立する財団に日本政府が10億円拠出」を履行したことについて、慰安婦の3割が金銭の受領を拒否していることを挙げて「日本政府が真に謝罪していないとして反発を強めている。」「元慰安婦らに寄り添いつつ、不幸な歴史を教訓として、永遠の不戦の誓いなど普遍的な問題に昇華させ、人権の向上に努めることではないのか。」と追加の措置の必要性を説き、「慰安婦問題が最終的かつ不可逆的に解決」は合意内容を履行することだけではなく、日韓の心が通い合わないと根本的な解決は図れないと主張した。

### 日本総領事館前の慰安婦像
韓国人による慰安婦像の建立は合意後も国内外で盛んに行われ、崔順実ゲート事件による大統領の朴槿恵の職務停止後はとりわけ勢いをつけ、2016年12月30日には釜山市東区の日本総領事館前の路上にも慰安婦像が釜山市東区の許可を得て設置された。2017年1月6日、日本政府は対抗措置として、
1. 長嶺安政駐韓国日本大使と森本康敬在釜山日本総領事の一時帰国
2. 日韓通貨スワップ協定協議の中断
3. 日韓ハイレベル経済協議の延期
4. 在釜山総領事館職員による釜山市関連行事への参加見合わせ

を発表した。副総理兼財務大臣の麻生太郎は2017年1月10日、『日韓通貨スワップ協定協議の中断』に関し、「約束した話が守られないなら（韓国に）貸した金も返ってこない」と早期再開に否定的な見解を示した。この日本政府の対応は、朝日新聞から「少女像問題をきっかけに経済協議や人的交流も凍結するというのでは、自らの主張と行動が反対になる。今後の対韓交渉で説得力を失うものだ。」と社説で批判を受けることとなった。

#### 慰安婦像の撤去についての見解
- 亜細亜大学教授の野副伸一は、韓国政府は慰安婦像について「適切に解決されるよう努力する」と約束したが、拘束力のある文書化はされていないとしている[93]。
- 中央大学教授の吉見義明は、合意によって韓国政府は「少女像の撤去のために努力するという義務を負うことになったし、国際社会でこの（慰安婦）問題を再び取り上げないという約束までした」としている[94]。
- 新潟県立大学教授の浅羽祐樹は、慰安婦像の撤去について、「少女像についても、『撤去』が明示的に盛り込まれたわけではない。韓国政府は『関連団体』と協議することで『適切に解決されるように努力する』という文言になっている」としている[95]。
- 国際大学准教授の熊谷奈緒子は、合意において韓国政府が日本大使館前の慰安婦像について「適切に解決されるよう努力する」としている点について、「日本側としては『移設』や『撤去』として理解されている」とした上で、慰安婦像の移転について「努力目標というレベルにある」ともしている[96]。
- シドニー大学のリオネル・バビッチは、合意は慰安婦像について「適切に解決されるよう努力する」としているが、「どのようにそれが行われるのかは不透明で、また韓国は像を撤去するとの約束もしていない」としている[97][注釈 5]。
- ポモナ・カレッジのトム・リー助教授は同様の点について、「日本側は像が撤去されることを確認することから譲歩したが、合意はいつ、どのようにということを示していない」としている[98][注釈 6]。

### 韓国における合意破棄の運動
韓国内では、もともと野党を中心に慰安婦日韓合意そのものに反対があったが、2016年10月に朴槿恵大統領の友人崔順実による国政介入疑惑が発覚すると、合意も「崔順実容疑者に操られていたのではないのか」との批判が起こり合意撤廃の機運はさらに盛り上がった。
2016年9月5日、合意に反対している最大野党「共に民主党」所属の姜昌一議員（日韓議員連盟幹事長）はインタビューで「（合意は）国家を拘束する条約や協定ではなく、安倍（晋三）政権と朴槿恵政権の約束にすぎない」として「両政権がやったことだから、再交渉の必要はないが、われわれは認めていない」と主張しており、長嶺安政駐韓大使と会談した際、こうした認識を伝えたという一方で「互いに良い方向を模索していくべきだ」とも述べた。
10月12日には、外交統一委員会の議員らが毎年訪れている韓国人慰安婦が生活するナヌムの家を訪問し、日本軍慰安婦のイ・ヨンスから「10億円を返して、『和解・癒やし財団』を廃止せよ」「なぜ(政府が)勝手にするのですか。それはいけません。」と叱責を受け、要望を果たすことを約束した。
10月18日、韓国女性家族部長官の姜恩姫は、合意について「多くの被害女性の方々は賛成し、この合意に感謝の気持ちを表現している。」「反対している方もいらっしゃるが、現在把握しているところでは少数だ。」と述べた。
しかし、10月24日に発覚した崔順実ゲート事件で朴槿恵大統領の支持率が急落すると、韓国挺身隊問題対策協議会と慰安婦は、集会などで合意破棄と「和解・癒やし財団」に対しても「初めから存在理由がなく、即刻解散すべきだ」との主張を始め、12月には韓国の次期大統領選挙有力候補9人が慰安婦問題日韓合意の再交渉または廃棄を選挙公約に掲げ、韓国最大野党の共に民主党も政権交代が実現した場合、日韓合意を破棄することを公約とした。
2017年5月3日、韓国女性家族省は従軍慰安婦問題に関する報告書を発表し、報告では、ソウルの日本大使館前の慰安婦像（原文では少女像）の撤去は約束ではなく、「本質的な合意が誠実に履行されようやく検討される『付随的な合意』にすぎない」とした。なお「（報告書の）内容は研究陣の意見で、女性家族省の公式の立場ではない」としている。

### 文在寅政権による合意「破棄」の推進
2017年5月10日、合意に批判的な共に民主党候補の文在寅が韓国大統領に当選し、政権交代となった。文は5月11日にも安倍晋三と電話会談を行ったが、その中で慰安婦合意について「国民の大多数が心情的に合意を受け入れられないのが現実」と述べた。
2017年6月12日、二階俊博が安倍晋三の特使として訪韓。二階と会談した文大統領は「日本が韓国国民の心情をくみ取ろうとする努力が重要だ」と伝え、韓国与党の「共に民主党」秋美愛代表は、慰安婦を「性奴隷」とした上で、日本の謝罪と再交渉を求めた。
2017年7月10日、日本政府は、韓国の鄭鉉栢女性家族相が慰安婦関連資料の世界記憶遺産への登録を政府予算を拠出して支援する考えを示したことについて、日韓合意の趣旨に反するとして抗議した。
2017年12月19日、安倍が韓国外相の康京和と首相官邸で会談し、慰安婦問題日韓合意の履行を強く求めた。26日に菅義偉官房長官が閣議後の記者会見で日韓合意について「国際社会が高く評価している。互いが実行に移していくことが極めて大事だ」と強調した。
2017年12月28日、韓国大統領府報道官から、日韓合意には内容及び手続き面で重大な欠陥があるとして、日韓合意では問題の解決がなされないとする文大統領の声明が出された。声明は、交渉はその過程で慰安婦への十分な説明がなされないまま谷内正太郎国家安全保障局長と李丙琪大統領秘書室長との間で進められたものであると指摘し、「問題が再燃するほかない」とした。
2017年12月28日、韓国大統領「日韓合意は重大な欠陥」とは、【慰安婦合意　非公開の「裏合意」あった＝韓国検証報告書】韓国の外交部長官直属のタスクフォース
報告書は「慰安婦合意には発表内容以外に非公開の部分があった」と説明。「日本側が挺対協（韓国挺身隊問題対策協議会）など被害者関連団体を特定し、韓国政府に（合意に不満を示す場合の）説得を要請し、韓国側は関連団体の説得努力をするとし、日本側の希望を事実上受け入れた」と指摘した。
https://jp.yna.co.kr/view/AJP20171227002500882
　また、「日本側は海外に（慰安婦被害者の）追悼碑などを設置することを韓国政府が支援しないとの約束を取り付けようとした」とし、「韓国側は『支援することなく』との表現を（非公開部分に）盛り込むことに同意した」と伝えた。
　日本側は韓国側に対し、「性奴隷」との表現を使わないよう求め、韓国側は政府が使用する公式名称は「日本軍慰安婦被害者問題」だけであることを非公開部分で確認したという。日本側の要求を受け入れたことになる。
　ソウルの日本大使館前に設置された少女像については、日本側が具体的な移転計画を求めたのに対し、韓国側は「適切に解決するよう努力する」と応じたという。その上で、「非公開部分で韓国側の少女像関連発言は公開部分の脈絡と違い、日本側の発言に対応する形になっている」とした。
これを受け、外務省の金杉憲治アジア大洋州局長から駐日大韓民国大使館に対し、「合意の維持以外に政策的な選択肢はない」との申し入れがなされた。また、同日より2日間にわたり、大韓民国国軍による、F-15E等が参加する竹島防御訓練がなされることが表明されたことを受け、金杉局長より駐日大韓民国大使館に対し、強い抗議が合わせてなされた。
2018年1月2日、韓国与党・共に民主党の朴元淳ソウル市長はテレビ番組に出演し、「日韓合意の再交渉は「不可避だと考える」」と述べた。
2018年1月9日に韓国外交部長官の康京和は合意の検証結果を発表し、合意は慰安婦問題の真の解決にならないとしたものの、「（日韓合意は）公式な合意だった事実は否定できない」として日本政府に合意の再交渉を求めないとしつつ、慰安婦の尊厳の回復や心の傷を癒す努力を続けることを日本政府に要求した。さらに日本政府が支払った10億円の代わりに韓国政府の予算から充当するという新方針を発表した。これに関して、文在寅大統領は「日本が心をこめて謝罪してこそ（被害者の）おばあさんたちも日本を許すことができ、それが完全な慰安婦問題の解決だと思う」と述べた上で、「両国政府が条件をやり取りする方法で被害者を排除し、解決を図ったこと自体が間違った方法だった」との見解を述べている。
これについて、韓国の朝鮮日報は、「再交渉しないが履行もしない玉虫色」「合意を引っかき回し、元慰安婦と日本の不満ばかり増幅させた」と報じている。また中央日報は「日本の感情は悪化し、韓日関係は最悪になった」と、日韓関係の悪化に懸念を示した。
この新方針について、日本政府は「合意に至る過程に問題があったとは考えられない」「合意を変更しようとすれば日韓関係がマネージ不能となり断じて受け入れられない」とする外務相談話を発表し、また日本の河野外相は「一方的な公表は遺憾」とするコメントを発表、安倍は、合意を「1ミリも動かさない」と周囲に語った。また産経新聞は、合意の検証について「国内向けの時間稼ぎ」であると主張している。
2018年1月12日、安倍は官邸で記者団に対し、日韓合意について「日本側は約束したことは全て誠意をもって実行している」と述べた。
2018年3月1日、文在寅大統領は「三・一独立運動」の記念式典で「加害者である日本が『終わった』と言ってはいけない」と、「2015年12月の日韓合意を履行するよう求める」日本を牽制した。
2018年5月29日、韓国与党・共に民主党の秋美愛代表は記者会見で慰安婦像の撤去について問われると「少女像は全世界に、国を失った国家の少女を性的奴隷にした日本を平和的な方法で告発するもの」と述べ、撤去を求める日本に対して「このような質問を受けるということ自体が慰安婦被害者に申し訳ない」と不快感を示した。2019年12月27日、韓国の憲法裁判所は慰安婦問題日韓合意について「条約締結の手続きを踏んでいない「政治的な合意」にすぎず、元慰安婦らの法的権利が消滅したともいえない」として、合意によって、慰安婦が日本側に賠償を求める権利を失っていないと判決を下した。

### 「和解・癒やし財団」の解散
2018年11月21日、慰安婦問題日韓合意の骨抜きにするため、韓国政府は「和解・癒やし財団」の解散を表明。陳善美女性家族相は「被害者中心主義の原則の下、財団を解散することになった。今後も被害者の名誉と尊厳を回復する政策を推進する」と説明したが、日本は日韓合意の着実な履行を求め、財団解散に反対したが、2019年7月3日に解散は完了した。5日に日本政府は韓国政府に対して日韓合意に照らして極めて問題があるとの認識を示し、韓国に抗議を行った。